# So High (canção de Doja Cat)
"So High" é o single de estreia da rapper e cantora norte-americana Doja Cat. Ela originalmente publicou uma versão inicial da canção exclusivamente no SoundCloud em 8 de novembro de 2012 aos 17 anos. Em 13 de março de 2014, foi repaginada e lançada comercialmente como o primeiro single de seu EP de estreia Purrr!, através da Kemosabe e RCA Records. A base musical da faixa é a canção "Falling Leaves" do produtor francês Evil Needle. A própria Doja Cat, desde então, expressou desdém retrospectivo em relação a canção, citando as letras e a performance vocal como constrangedoras.

## Antecedentes e lançamento
Em 2011, Doja Cat começou a aprender a cantar, fazer rap e usar o GarageBand depois de abandonar o ensino médio aos 16 anos enquanto estava na décima primeira série. Ela revelou que nunca teve intenções de cantar ou fazer rap até que desistiu e precisou de um emprego. Doja Cat passava muito tempo navegando no YouTube em busca de batidas e instrumentais aos quais ela adicionava vocais usando o microfone embutido em seu MacBook; enquanto estava sentada no colchão no chão de seu quarto. Ela eventualmente usou o GarageBand para samplear "Falling Leaves", um single do produtor francês Evil Needle, lançado oficialmente em 16 de outubro de 2012. Doja Cat logo carregou "So High" para o SoundCloud em 8 de novembro de 2012, revelando depois que esta seria a primeira faixa permanente em sua conta a não ser excluída logo depois, ao contrário de seus precursores. Ela se lembra de chorar depois que a faixa acumulou 12 visualizações e duas curtidas na plataforma.
"So High" eventualmente chamou a atenção da Kemosabe e RCA Records, onde ela assinou um contrato de gravação conjunta, bem como uma parceria temporária de gerenciamento de artistas com a Roc Nation. Enquanto estava sob as duas gravadoras, Doja Cat fez sua estreia solo ao lançar uma versão de estúdio repaginada de "So High" em 13 de março de 2014. Um videoclipe oficial para a canção foi lançado alguns dias depois, e de certa forma ajudou a ganhar a atenção moderada do público online. A canção serviu como o primeiro single do EP de estreia de Doja Cat, Purrr! (2014), mas também perdeu força quando sua parceria com a Roc Nation terminou e ela não conseguiu encontrar uma "equipe sólida". Doja Cat entrou em um hiato comercial por vários anos, mas continuou carregando faixas para sua conta no SoundCloud, enquanto o videoclipe de "So High" também ganhava visualizações continuamente durante esse período.
Em uma entrevista à Rolling Stone de dezembro de 2021, Doja Cat revelou que não gosta da canção, alegando que ela "fica com vergonha" cada vez que a ouve. Ela criticou sua performance vocal e afirmou que a canção tem "algumas das letras mais preguiçosas [que ela] já escreveu", mas reconheceu por ter "algumas das mais belas produções musicais que [ela] já ouviu".

## Recepção da crítica
Na época de seu lançamento, Adelle Platon do Vibe escreveu que a canção mistura "vocais brilhantes com barras não filtradas" e descreveu Doja Cat como um "prodígio psicodélico". Relembrando vários anos depois, Nastia Voynovskaya da NPR descreveu, "So High" como um "hino de fumar lento", que foi lançada em "um ano quando os novatos do Soundcloud, como a ABRA e o Shlohmo, mudaram o R&B para uma direção mais alucinante e zoneada". Juliana Pache, do The Fader, descreveu a canção como "um número suave, repetitivo, estilo Soulection, exatamente o que o título sugere".

## Vídeo musical

Doja Cat no vídeo musical para "So High".

O vídeo musical oficial foi lançado em 25 de março de 2014. Filmado nas salinas da Califórnia, Doja Cat descreveu-o como um projeto de "alto orçamento" para uma artista tão pequena quanto ela. No vídeo, ela está vestida como uma deusa hindu e principalmente fica sentada em um trono estilo lótus enquanto faz movimentos fluidos com os braços. Ela revelou em uma entrevista que sua experiência infantil de praticar o hinduísmo influenciou a estética usada no vídeo, afirmando: "O mundo do vídeo de 'So High' vem da minha vida pessoal, do meu passado, não é algo que veio do nada". Doja Cat mais tarde se tornou um assunto da cultura do cancelamento quando começou a ganhar popularidade, com algumas pessoas acusando o vídeo musical de "So High" de "sexualizar e se apropriar da cultura hindu". Em resposta a isso, ela afirmou em dezembro de 2021 que "se eu não soubesse fazer isso, provavelmente não teria feito [...] Quando algo é tão sagrado para muitas pessoas, acho bom ser mais sensível sobre isso e apenas recuar".

## Apresentações ao vivo
Doja Cat começou a cantar "So High" em vários pequenos locais e festivais locais e em torno de Los Angeles. Ela também apoiou o músico Theophilus London em turnê em 2015 e cantou "So High" para abrir cada show. Uma apresentação acústica da canção foi lançada no YouTube em setembro de 2014.

## Versões e uso na mídia
"So High" recebeu versões remixes tanto do produtor norte-americano StéLouse, como do DJ holandês San Holo. Na época do seu lançamento em 2014, a canção chamou a atenção de pessoas como a DJ australiana Elizabeth Rose, a colega de gravadora Becky G, e a cantora norte-americana Billie Eilish quando tinha apenas 12 anos. "So High" foi apresentada na primeira temporada da série de televisão americana Empire (2015) no episódio intitulado "The Devil Quotes Scripture".

## Vendas e certificações
| Região                                                        | Certificação | Vendas  |
| ------------------------------------------------------------- | ------------ | ------- |
| Brasil (Pro-Música Brasil)                                    | Ouro         | 30,000‡ |
| ‡ Vendas+valores de streaming baseados apenas na certificação |              |         |

## Histórico de lançamento
| Região | Data                  | Formato(s)                 | Versão  | Gravadora    | Ref.   |
| ------ | --------------------- | -------------------------- | ------- | ------------ | ------ |
| Várias | 8 de novembro de 2012 | Streaming                  | Inicial | MAU          | [ 9 ]  |
| Várias | 13 de março de 2014   | Download digital streaming | Estúdio | Kemosabe RCA | [ 10 ] |